# Teatros de Gotemburgo
Lista de teatros mais conhecidos de Gotemburgo:

| Teatro                         | Cidade     | Página Oficial                    |
| Grande Teatro                  | Gotemburgo | «Grande Teatro»                   |
| Ópera de Gotemburgo            | Gotemburgo | «Ópera de Gotemburgo» (em inglês) |
| Teatro Municipal de Gotemburgo | Gotemburgo | Göteborgs Stadsteater             |
| Teatro Popular de Gotemburgo   | Gotemburgo | Teatro Popular de Gotemburgo      |
| Teatro de Backa                | Gotemburgo | Backa Teater                      |
| Teatro de Lorensberg           | Gotemburgo |                                   |
| Masthuggsteatern               | Gotemburgo |                                   |
| Pustervik                      | Gotemburgo | Pustervik                         |
| Aftonstjärnan                  | Gotemburgo | Aftonstjärnan                     |
| Teatro de Angered              | Gotemburgo | Angereds Teater                   |